# 巴黎圣三一教堂

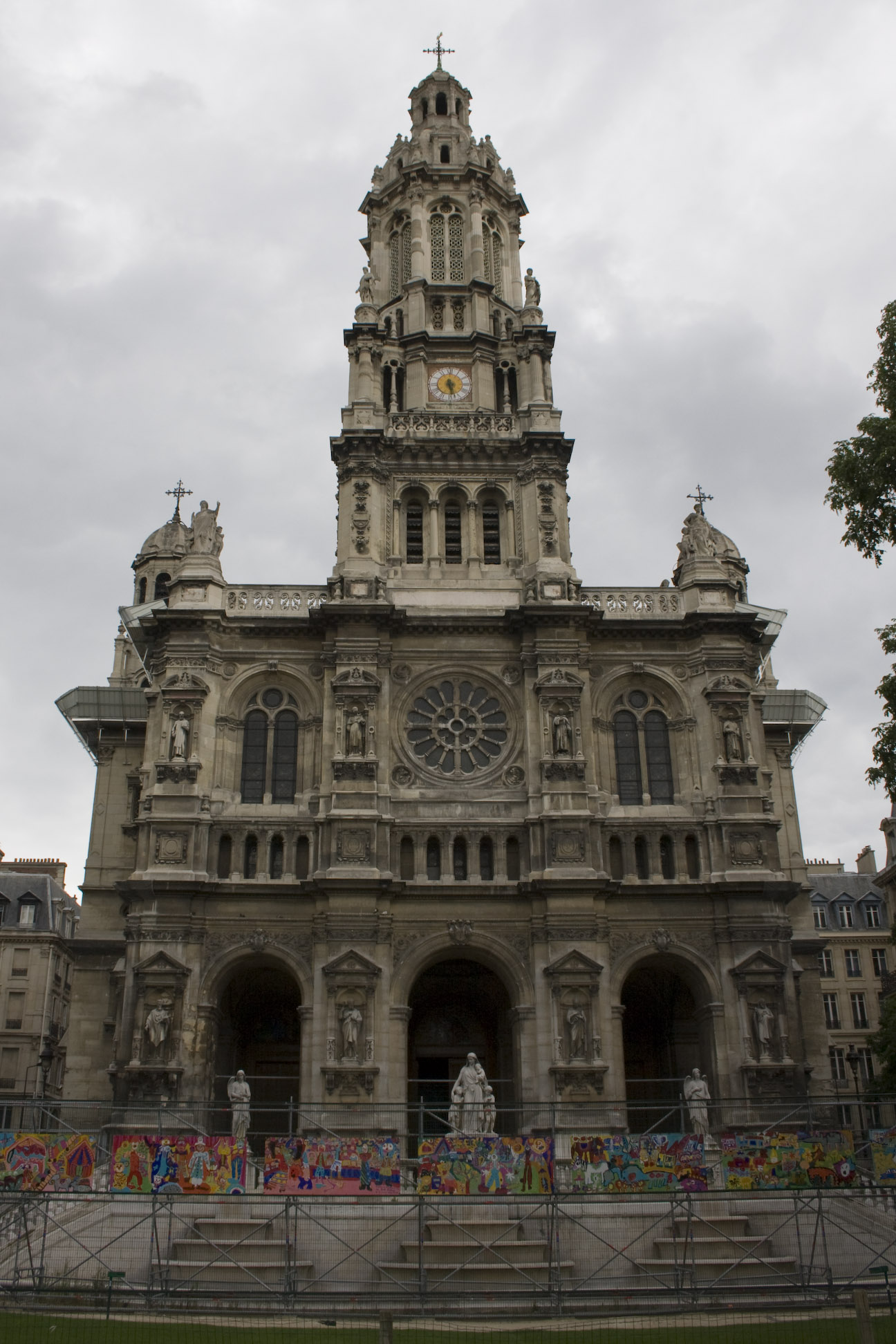
巴黎圣三一教堂

巴黎圣三一教堂（Église de la Sainte-Trinité de Paris）是法国巴黎第九区的一座天主教堂，兴建于第二帝国时期的1861－1867年，花费400万法郎，是奥斯曼男爵主持的巴黎美化和重建工程的一部分。 
天主圣三教堂以两架管风琴为特色，并因风琴演奏家奥立佛·梅西安而闻名于世。
到达教堂可经由地铁，附近的地铁站天主圣三站因此得名。 